# Ceratocorys bipes
Ceratocorys bipes is een soort in de taxonomische indeling van de Myzozoa, een stam van microscopische parasitaire dieren. Het organisme komt uit het geslacht Ceratocorys en behoort tot de familie Ceratocoryaceae. Ceratocorys bipes werd in 1910 ontdekt door Kofoid.